# Athens News Agency
La Athens News Agency es una de las dos principales agencias de prensa en Grecia (la otra es la Macedonian Press Agency). Se fundó en 1895 y se volvió sociedad anónima en 1994. Tiene acuerdos de cooperación con varias otras agencias de prensa mundial (Reuters Group, ITAR-TASS, entre otras).
Emplea a 250 personas, de las cuales 180 son periodistas, y tienen oficinas y corresponsales en varias ciudades pot todo el mundo.